# Франкське королівство
Фра́нкське королі́вство (лат. Regnum Francorum, фр. Royaumes francs, нім. Fränkisches Reich) — ранньофеодальна держава, що виникла наприкінці V століття у Північній Галлії (частина Західної Римської імперії) після захоплення її франками на чолі з Хлодвігом І.

## Політична історія

Карта Франкської імперії — територіальні розширення від 481 до 814 рр.

### Держава франків за Меровінгів
Франки (салії, рипуарії) поступово розселяються від рейнського кордону на південний захід, проте зберігають зв'язок із своєю батьківщиною. У V столітті вони досягають Сомми. Франки живуть під владою численних місцевих королів.
481—511 роки — правління короля Хлодвіга, що досягнув політичної єдності усього племені франків шляхом усунення місцевих королів.
486 року він усуває залишки західноримського панування шляхом перемоги над римським герцогом (dux) Сіагрієм. Країна між Соммою і Луарою відходить до Хлодвіга.
Близько 496 року Хлодвіг здобуває перемогу над алеманами, рештки яких захищає Теодоріх Великий. Дружина Хлодвіга Хродіхільда, католичка із Бургундії, під час битви спонукає його до навернення у християнство. На Різдво 497 або 498 року хрещення здійснює в Реймсі єпископ Ремігій. Внаслідок цього всього, на противагу системі Теодоріха (співіснування римлян і готів) Хлодвігу та його наступникам вдається завдяки злиттю галоримлян і франків закласти спільну державність.
Близько 500 року перемога над бургундами під Діжоном. З допомогою вестготів бургундському королю Гундобаду вдається вистояти.
507 рік — битва біля Вуйє. З бургундською допомогою Хлодвіг підкоряє державу вестготів до Піренеїв. У зв'язку з втручанням Теодоріха він не досягає Середземного моря (Септиманія залишається вестготською). Після смерті Хлодвіга в Парижі, державу розподіляють його сини.
531 рік — Теодоріх I завойовує державу тюрингів (король Ермінфрід) з допомогою саксів.
532—534 роки — Хлотар І, Хільдеберт І і племінник Хлодвіга Тойдеберг І підкоряють державу бургундів (битва біля Отена).
535—537 роки — від остготів франкам дістаються залишки Алеманії і Прованс (з гирлом Рони: вихід до Середзесного моря), що має спонукати їх до нейтралітету.
539 рік — Тойдеберт перемагає остготів і візантійців, однак здобути верхню Італію не вдається. Баварія стає залежною від Франції.
558—561 — Хлотар І об'єднує державу франків, проте після його смерті держава знову розпадається: початок внутрішніх конфліктів (суперечності між королівською владою і місцевою знаттю). Внаслідок боротьби — формування трьох частин держави: Австразії (Шампань, Мааська і Мозельська землі) зі столицею Реймсом, Нейстрії (романський захід між Шельдою і Луарою) зі столицею Парижем і Бургундії (райони Луари і Рони) зі столицею Орлеаном.
613—629 роки — Хлотар II об'єднує всю державу, після того як аристократія Бургундії й Австразії під керівництвом єпископа Арнульфа Мецького і Піпіна Старшого перейшла на його бік, проте він повинен розрахуватися за цю підтримку у 614 році виданням едикту Хлотара (edictum Chlotarii): король зобов'язується обирати королівських чиновників (графів) із землевласників графств (усунення чиновництва, яке залежить від правителя, і передача державної влади земельній аристократії). Корінні землі Австразія, Нейстрія та Бургундія отримують деяку самостійність під правлінням майордома, котрий стоїть на чолі королівської придворної адміністрації і є керівником королівського почту, а також главою всієї аддміністрації.
629—639 роки — правління Дагоберта, котрий ще раз об'єднує всю державу. Після його смерті починаються нові поділи держави: розпад меровінзької державності. Початок вивищення і правління майордомів. Після аквітанців у 672 році майже самостійними стають також баварці, тюринги, алемани та бретонці.

### Вивищення Каролінгів
679—714 роки — правління Піпіна ІІ Середнього, що спочатку стає майордомом Австразії.
687 рік — Піпін стає правителем всієї франкської держави після перемоги біля міста Тертрі над майордомом Нейстрії — Бургундії. Наслідки: збереження єдності держави, зміщення ваги політичного центру на Мозель, Маас (річка) і нижній Рейн.
689 рік — перемога Піпіна над фризьким королем Радбодом. Об'єднання Західної Фрисландії з державою франків. Заснування єпископату Утрехт і монастиря Ехтернах для навернення фризів (близько 690 року їх навернув у християнську віру монах-місіонер Святий Вілліброрд). Спроби прив'язати алеманів до держави у 709—712 роках не вдаються.
714—741 роки — правління Карла Мартела (Молота), позашлюбного сина Піпіна ІІ, що виборює собі посаду майордома і після боротьби з Нейстрією та Аквітанією знову відновлює державу. Підкорив алеманів і тюрінгів; боротьба проти саксів. Баварія потрапляє в залежність від франків.
У 732 році в битві між Туром і Пуатьє (успішна відсіч піхоти в обороні) Карл Мартел перемагає арабів під командуванням Абд-ар-Рахмана.
Правлячи з 737 року без меровінзького короля, 741 року Карл Мартел перед своєю смертю розподіляє державу між своїми синами, вихованими у монастирі Сен-Дені: Карлманн отримує Схід (Австрія, шваби, тюрінги), Піпін — Захід (Нейстрія, Бургундія, Прованс), Аквітанія і Баварія перебувають під спільним володінням. Під час кількох походів брати підкоряють аквітанців, баварців, саксів і швабів.
751 рік — повалення останнього меровінзького «тіньового» короля Хільдеріха ІІІ. Після відходу Карлманна в монастир у 747 році Піпін стає єдиновласним правителем держави франків.

### Держава франків за Каролінгів

#### Піпін Короткий
751—768 роки — правління Піпіна ІІІ Короткого, який стає королем після того, як Папа Захарій схвалює усунення з трону меровінзького короля, котрого відсилають у монастир. 751 року Піпіна в Суассоні «всі франки» проголошують королем, а папський легат архієпископ Боніфацій помазує на царювання першого франкського короля (якого офіційно признало папство). 754 року угоди в Понтоні й Керсі. Папа Стефан ІІ прохає Піпіна про допомогу проти короля лангобардів Айстульфа, віддає Рим під захист франкського короля і ще раз помазує Піпіна в Сен-Дені. Піпін і його сини отримують титул «покровитель римлян» (Patricius Romanorum). Піпін після двох вдалих походів (754 і 756 років) примушує Айстульфа повернути завойовані області (екзархат Равенни, Пентаполь), які він дарує папі (Піпінів дар). Разом з дукатом Риму ці області утворюють Папську область. 759 року Піпін підкорює сарацинську Нарбонну. У 760—768 роках після вдалих походів франків до Аквітанії, тамтешнє герцогство ліквідують. 768 року Піпін розподіляє державу між своїми синами Карлом і Карлманном і помирає до початку відкритого конфлікту між ними у 771 році.

#### Карл Великий

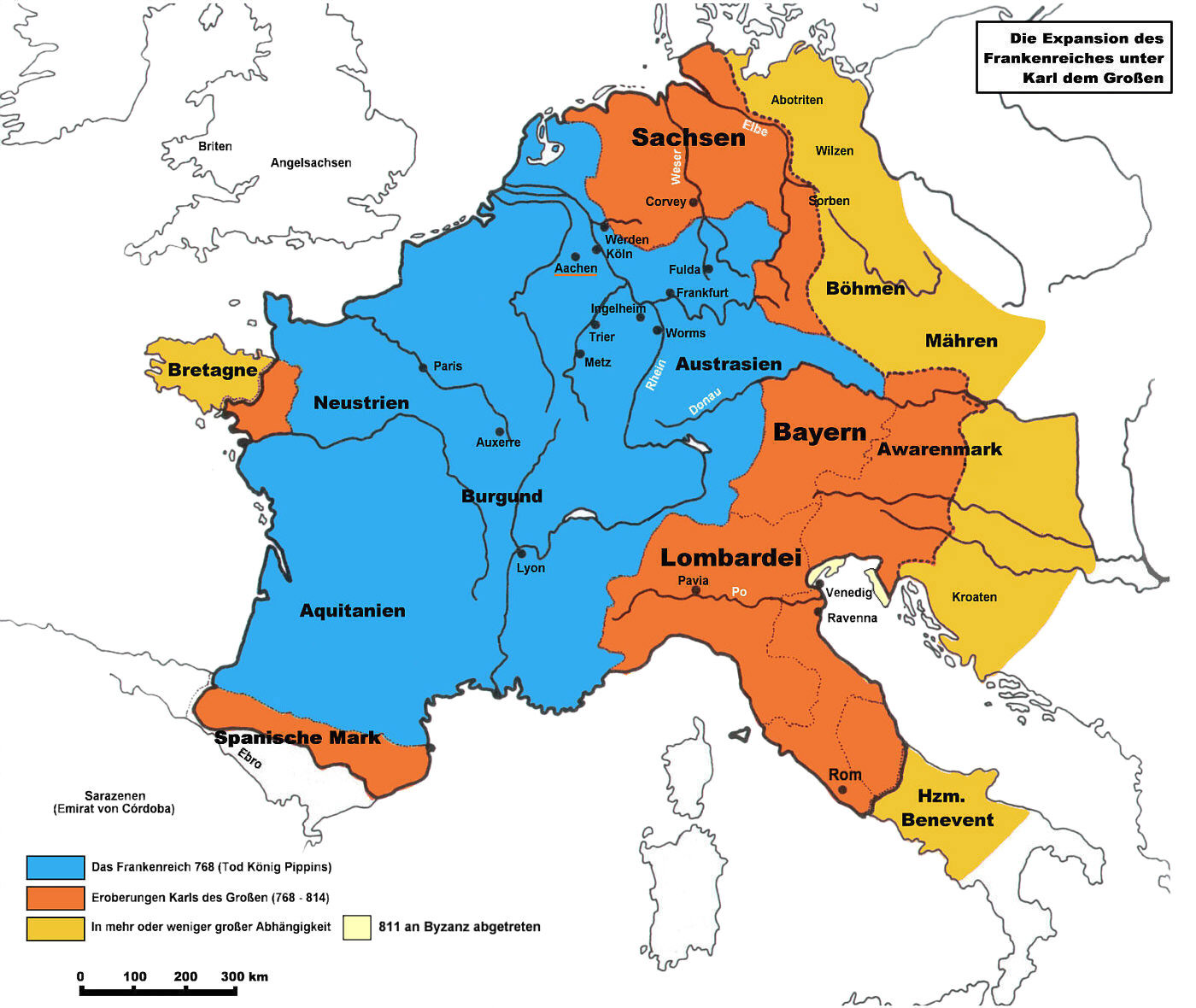
Франкська держава при смерті Піппіна 768 і завоювання Карла Великого

768—814 роки — правління Карла Великого.
772—804 роки — війни із саксами. Вони починаються із завоювання Ересбурга та розорення Ірмінсула. Масове хрещення саксонської знаті, яка сприяє приєднанню до короля франків і перебуває в конфлікті з герцогом Відукіндом та вільними селянами. У 779—780 роках придушено повстання Відукінда.
782 рік — знищення франкського війська в горах Зюнтель, після якого відбувається День Фердена-на-Алері: страта 4500 (число викликає сумнів) повсталих саксів, яких видала Карлу Великому саксонська знать. У 783—785 роках нове повстання Відукінда і просування Карла до Ельби.
785 рік — укладення миру між Відукіндом і Карлом та хрещення Відукінда в імператорському пфальці Аттіньї. Після нових повстань селянських верств у 792—799 роках, пов'язаних з протестом проти церковної «десятини», саксів депортують у франкську область, а франки оселяються в сакській області. Остаточне підкорення саксів відбувається під час останнього походу 804 року. Примирення між франками і саксами за допомогою «Lex Saxonum» (саксонський закон 802 року), який, хоча й спирається на франкський закон «Lex Ripuaria», враховує також і давньосакське народне право. Відбувається християнізація єпископатів Бремен, Ферден, Мінден, Мюнстер, Падерборн і Оснарбрюк, які підкоряються заснованим Карлом церковним провінціям Майнц та Кельн.
773—774 роки — підкорення держави лангобардів. Після здобуття Павії, Карл проголошує себе «Королем франків і лангобардів», відновлює обіцянку дарування Піпіна Короткого і бере Папську область під свій захист.
У 789—812 роках, у кількох війнах проти слов'ян стають данниками Франкської держави вільці, сорби і чехи. Влаштування на їхніх землях марок, але відсутність там християнських місій.
788 рік — усунення герцога Тассіля Баварського (заслання в монастир): скасування останнього племінного герцогства.
791—796 роки — підкорення внаслідок трьох походів аварів, що перед цим здійснювали напади на Фріуль та Австразію. Внаслідок покорення аварів: розорення Аваренбурга (822 рік остання згадка «Кільця»). Місіонування підкорених ними південних слов'ян з Аквілеї та архієпископату Зальцбург у 798 році. Внаслідок походів проти саксів, слов'ян і аварів територію від гирла Одера до Адрії включено до імперії Карла.
778 рік — поразка франкського війська від арабів у Ронсельванському межигір'ї (смерть графа Роланда, «Пісня про Роланда»). 793 рік — вторгнення арабів у Нарбонну. Після цих подій у 795 році Карл утворює Іспанську марку.
25 грудня 800 року Папа Лев III коронує Карла Великого на імператора. Імператорський титул: «Romanum gubernans imperium» (правитель Римської імперії).
812 рік — Аахенська угода. Візантійський імператор Михаїл I Рангаве за віддачу йому Венеції, Істрії і Далмації визнає Карла Великого імператором (виникає проблема двох імператорів). Син Карла Людовик Благочестивий, за візантійським прикладом (без сприяння папи), сам надягне собі на голову корону (a Deo coronatus) і тільки тоді вже запросив для коронації папу Стефана IV.
28 січня 814 року Карл Великий помирає в Аахені; похований там же у кафедральному соборі.
Внаслідок завоювань Карла Великого включила майже всю Західну і частину Центральної Європи. У Франкський державі правили королі з династії Меровінгів і, починаючи з 751 року, Каролінгів (з 800 року іменувалися імператорами). Титул імператора існував до смерті в 924 році Беренгара I Фріульського, після чого франкські імператори більше не обиралися. Карл Великий перетворює Франкське королівство у Франкську імперію.

#### Управління в імперії Каролінгів
Королівське правління базується на королівському дворі, суді пфальців і канцелярії під управлінням канцлера (освічений клірик), який також був і капеланом для духовних справ.  Господарством керували скарбник, стольник, а такоже сенешал(керівник королівського палацу), чашник і конюший. Крім графа, який більше не був чиновником, а великим паном, був також імунний пан (без права кримінального суду). Світськими повіреними у справах духовних імунних панів виступали фогти. Наділені особливими повноваженнями королівські посланці (Missi dominici: по одному духовному і світському пану) здійснювали контроль за графами, духовенством і адміністрацією. Прикордонні марки охоплювали кілька графств, часто також і землі племен, які сплачували данину; існували також підлеглі королівства (наприклад, Аквітанія). Щороку розглядалися 3 справи всієї общини (обов'язкова присутність); вирок у запропонованих справах виносили від 7 до 12 шефренів.

#### Людовик I Благочестивий
814—840 роки — правління Людовика Благочестивого, котрий перебуває під впливом духовних радників. 816 року папа Стефан IV коронує Людовика в Реймсі та присвоює йому імператорський титул. 817-го року Людовик видає указ під назвою Ordinatio imperii, згідно з яким імператорський титул передається старшому синові Лотару, молодші сини одержують удільні держави (Піпін — Аквітанію, Людовік Німецький — Баварію). Лотар стає співімператором. Цей порядок порушує Людовік Благочестивий, коли утворює для Карла Лисого, сина своєї 2-ї дружини Юдіф, територіальну державу Алеманію у 829 році. У 830 році внаслідок повстання синів (Піпіна, Людовіка і Лотара), Лотар, як регент Італії, влаштував собі коронацію (коронував папа Пасхалій І) і за допомогою Римської конституції (Constitutio Romana) 824 року отримав імператорські права в Папській області (судовий нагляд, клятва відданості новообраного папи до посвячення). 833 року під час другого повстання Людовик Благочестивий відбирає у свого сина Піпіна Аквітанію. На Люгенфельді під Кольмаром військо Людовіка Благочестивого переходить на бік Піпіна. Імператора усувають, проте його сини Людовік Німецький та Піпін, які хочуть обмежити владу Лотара, знову ставлять Людовіка Благочестивого на трон. В цьому ж 833 році Карл Лисий по смерті Піпіна отримує Аквітанію. Також слід сказати що Людовік Благочестивий заснував на саксонській землі церковні провінції Гільдесгейм та Хальберштадт. Визначним саксонським монастирем стає Корвей на Везері, який у 822 році заснував північнофранкський Корбей.

#### Поділ Франкської імперії

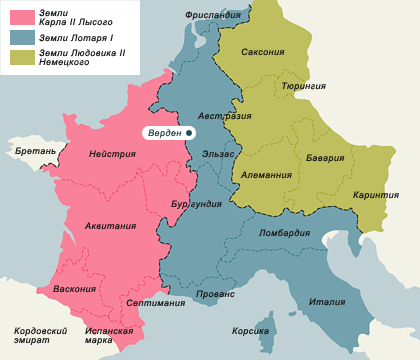
Розділ Франкської імперії за Верденським договором

840 року після смерті Людовіка Благочестивого, розпочинається війна братів Людовіка Німецького і Карла Лисого проти Лотара, якого у 841 році в битві під Фонтене (біля Осера) розбивають. Людовік і Карл скріплюють свій союз у 842 році за допомогою Страсбурзької клятви (найдавніша мовна пам'ятка давньоверхньонімецької і давньофранцузької мов).
За Верденським договором 843 року Франкську державу було поділено на Середню, Східну і Західну. Імператор Лотар I отримує Середню державу («Кегельбан»), яка простягається від Північного моря через Бургундію до затоки Гаета, з імперськими містами Аахеном і Римом. Людовик II Німецький одержує Східнофранкську державу, Карл II Лисий — Західнофранкську державу. Номінально єдність держави зберігається.

### Франська імперія після поділу

#### Середня держава
843—855 — правління Лотара І. По його смерті держава розподіляється між його синами: Людовік ІІ (помер 875 року) отримує Італійське королівство й імператорську корону, Лотар ІІ (помер 869 року) — землі від Північного моря до джерел Маасу і Мозеля (Lothari regnum - Лотарингію), Карл (помер 863 року) — Бургундію і Прованс. Після смерті Карла, Лотар і Людовік розподіляють країну.
870 рік — Мерсенська угода. По смерті Лотара ІІ Людовик II Німецький отримує східну половину Лотарингії з Аахеном. Після смерті Людовіка ІІ Карлу II Лисому дістається Італія і його коронує імператором папа Іван VIII.

#### Східна Франкська держава
843—876 роки — правління Людовика Німецького. Напади норманів (розорення Гамбурга 845 року) та угорців у 862 році. По його смерті Баварія із південно-східними марками відходить до Карлманна (помер 882 року), майнські франки, тюрінги і сакси — до Людовіка ІІІ (помер 882 року), алемани (шваби) — до Карла ІІІ Товстого (помер 888 року).
876 рік — Андернахська битва. Карл II Лисий зазнає поразки від Людовіка ІІІ при спробі здобути по смерті Людовіка Німецького східну половину Лотарингії.
880 рік — Рібемонтська угода. Людовік ІІІ отримує від онуків Карла Лисого західну половину Лотарингії. Західні кордони Середньої держави залишаються, за винятком незначних змін, протягом Середньовіччя кордонами між Німеччиною і Францією.
881—887 роки — правління імператора Карла ІІІ Товстого, що здобуває Італію і його коронує імператором папа Іван VIII. По смерті свого брата Людовіка ІІІІ у 882 році він стає єдиновласним правителем й отримує владу над Західною Франкською державою (окрім Нижньої Бургундії).
887 рік — Трибурзький рейхстаг: Карла ІІІ примушують до зречення.
887—899 — правління Арнульфа Каринтійського, сина Карлманна, якого обирають усі німецькі племена королем. Збереження цілісності імперії: претенденти на трон приносять ленну присягу на Заході. Імператора коронує у 896 році папа Формоз.
900—911 роки — правління Людовіка Дитини, Східну державу роздирали внутрішні міжусобиці. Тривалі вторгнення угорців. Неспроможність центральної королівської влади перед загрозою нападів ворогів, що вторгаються (угорці, нормани), призводить до утворення племінних герцогств — Саксонії, Тюрингії, Баварії, Швабії та Франконії.

#### Західна Франкська держава
843—877 — правління Карла II Лисого, 875 року коронується імператором. У зв'язку з ранньою смертю його сина Людовіка Заїки у 879 році й обох його синів держава остаточно розпадається.
877 року Нижня Бургундія :) за Босо В'єнського та 888 року Верхня Бургундія за правління Вельфа Рудольфа І (у 888—912 роках) стають самостійними королівствами. Сини обох володарів стають королями в Італії. Після повалення з королівського престолу Західного Франкського королівства Карла ІІІ Товстого першим «антикоролем» обирається Одо, граф Паризький (у 888—898 роках). Каролінги хоча й тримаються ще сто років, однак реальна влада перебуває у руках Робертінів, потомків Одо. Як і в Німеччині, у Франції утворюються великі території: Франконія, Шампань, Аквітанія, Гасконь, Тулуза, Готія, Каталонія, Бретань, Нормандія і Фландрія.
Наступниками Імперії Заходу вважали себе імператори Священної Римської імперії.

## Державний устрій
На чолі франкської держави стоїть король, влада якого базується на спадковій харизмі («королівське щастя»), економічній силі землеволодінь (королівські володіння, королівський маєток, церковні володіння) і спирається на королівський почт (дружину). Він править за допомогою королівського банну (банн = імператорія = владарювання), за допомогою військового банну — за межами держави і судового банну — для внутрішніх потреб. Трононаслідування регулюється правом крові: вивищення короля з роду, котрий є носієм «королівського щастя» (моменти обрання й успадкування). Знать поступово вклинюється між королем і народом і стає супротивником короля. Народ (наділені політичними правами вільні селяни-воїни) взаємодіє з королем на «березневому полі» (щорічні військові збори), однак після битви між Туром і Пуатьє у 732 році піші селяни стають непотрібними як воїни, а також і політично. Військові збори зберігаються в Австразії, а в Бургундії і Нейстрії їх замінюють на збори верхівки.

## Управління
У центрі — королівський двір (Palatium). Усіма справами королівського двору завідує майордом (majordomus), пфальцграф (comes palatii) є придворним суддею. Канцелярія з писцями (notarii) перебуває під керівництвом Ради доповідаючих (refendarii) з мирян. Призначений королем чиновник, граф (comes), котрий згодом стає ленним паном, несе службу в містах і округах, королівських адмінрайонах, які поширюються з центру держави франків («Устрій графств»). Графам підпорядковується військове ополчення, адміністрація і судочинство. На більших територіях поблизу кордонів і в землях алеманів, тюрінгів та баварів король призначає герцога (dux).

## Уряд
Уряд піклується про усунення обтяжливої для бідного дрібного селянина військової повинності, про зведення племінних прав і впровадження права шляхом розпоряджень (capitularia = капітулярія).
- Народний суд

Народний суд реформується за допомогою законодавства шефенів (скабінів). Кожного року ще розглядаються лише 3 справжні справи (dinge) за участю всієї судової громади і під головуванням графа. Виконання запропонованих рішень провадиться шефенами (котрих зазвичай було 7), які виносять вирок.

## Церква
За Хлодвіга постає франкська національна церква. Король, який на основі сакрального характеру королівської влади стає керівником франкської імперської церкви, видає церковні закони (Capitularia ecclesiastica), призначає єпископів та чинить сильний вплив на імперські синоди. Дії Карла Мартела проти церкви зумовлені державними інтересами: віддання церковних володінь як земельних наділів своїм дружинникам, призначення надійних мирян єпископами й абатами, підтримка місії в східних областях для посилення франкського впливу. За правління синів Карла Мартела, Карлманна і Піпіна реорганізатором франкської імперської державної церкви стає єпископ Боніфацій у 742—747 роках: упорядкування церковного майна, дисципліна кліру, заснування нових єпископств (Реймс, Сенс, Руан). Франкські єпископи визнають владу Риму і підпорядковуються папі.
Після розриву між Римом і Візантією через іконоборство папи встановлюють зв'язки з франкським правлячим домом (для захисту від лангобардів). Відтак нова династія Каролінгів легітимізується на франкському престолі, а папи захищаються від зловживань лангобардів. При коронації Піпіна Короткого забезпечується не право походження (язичницька святість роду, що походить від богів), а помазання (релігійний авторитет: Dei gratia = Божою милістю). Сакральний характер королівської влади. Концепція імператорської влади Карла Великого спирається не на традиції цезарів, а на германську королівсько-жрецьку владу в поєднанні з августинською ідеєю Божої держави (Civitas Dei). Імператорський титул надає папа як носій імперії (Translator imperii) (погляд папи на вакантність трону у Візантії). Карл, як покликаний Богом покровитель церкви, претендує на вище керівництво і церковну верховну владу (теократія: державна влада церкви). Піклування про церкву є обов'язком наданої йому Богом королівської посади. Імперські синоди відбуваються під головуванням Карла. Король і Народні збори вирішують церковні справи: відшкодування церковної власності через церковну десятину, економічне забезпечення власних церков, створення митрополитських (12 французьких, 5 італійських, 4 німецьких архієпископств) та пасторських приходів (самостійні приходські церкви на селі), поліпшення освіченості кліру (Vita canonica: спільне життя кліру), уніфікація літургії, піклування про моральність поведінки мирян. Карл втручається і в суперечки, пов'язані з церковним вченням (адопціанство, вшановування образів, суперечка про «Філіокве» (Filioque — від латинського «і від сина») — доповнення зроблене в VII столітті Римською церквою до «Символу Віри», в догматі Трійці про походження Святого Духа не тільки від Бога-Отця, але і від-Бога Сина). Призначенням єпископів займається володар.

## Торгівля
Торгівля франків зі Сходом, що була на початку меровінзької доби, занепадає з вторгненням арабів. Водночас згасає розвиток товарно-грошової економіки. Новим торговельним центром стає земля між Рейном і Луарою. Поряд з євреями і сирійцями як торговці виступають фризи (торгівля з Англією та Скандинавєю, торговий центр Дорестад).

## Сільське господарство
Після згортання торгівлі та ремесел і через брак грошей зростає значення сільського господарства, великих землеволодінь і натурального господарства. Нова селянська система господарювання розвивається між Сеною і Луарою (поширення впливу на північ і схід): система гуфів (єдність дому, подвір'я, орної землі селянина з правами коростування лісом і пасовиськом), пов'язана з розподілом смуг ріллі, селянською громадою і трипільною системою обробітку землі, яка приходить на зміну давній травопільній системі з переважаючим скотарством. Наслідки: «надлишок зерна» і зростання населення.

## Землеволодіння
Власність на землю виникає із зв'язку пізньоантичного землевласництва, на чолі якої стоїть римський землевласник із владою над клієнтами своїх колонів (зобов'язання збирання податків і виставлення воїнів), з германським землевласництвом, в якому панський будинок є особливою територією, на котрій пан особисто здійснює владу. Це домашня влада над людьми («Munt») — вільними, напіввільними і військовим почтом та майном («Gewere») — будинками, селянськими подвір'ями, власними церквами. Землевласники отримують імунітет (від латинського immunitas = звільнення від певних державних обов'язків), як у пізньоантичну добу імперський фіск, церковне володіння і певні приватні маєтки церковної знаті. Розширений франкський імунітет криється в забороні входу, вимоги, примусу (introitus, exactiones, districtio) графів. Поступове формування власної імунітетної юрисдикції не лише над менш вільними та невільними, а також і над вільними господарями й осілими селянами, які віддають себе під особистий «захист» (представництво в суді й війську, прийняття громадських обов'язків землевласником), зумовлює підпорядкування їх юрисдикції землевласника, що робить вільних господарів й осілих селян кріпаками. Цей процес посилюється інтенсивною панщиною переважно з примусовою працею.

### Велике землеволодіння
Велике землеволодіння належить королю (римські фіскальні землі, безгосподарні лісові місцевості), частину яких він дарує духовній і світській верхівці (potentes). Характерною ознакою великого маєтку є розсіяне розміщення: навколо панського подвір'я (зала-двір) і панської землі стоять поблизу чи поодалік широко розкидані залежні двори. Це велике землеволодіння (частково церкви й монастирі) поширює римські технології (садівництво, виноградарство, городництво; кам'яне будівництво) і забезпечує свою автаркію завдяки ремісничим підприємствам (кузня, млин тощо).

### Виникнення ленних відносин
Передумовою для виникнення ленних відносин є створення лицарства (воїнів в обладунках), яке із середини VIII століття все сильніше висувається на передній план. Завдяки забезпечення землею воїн стає економічно самостійним і для нього вже можливе спорядження вершників (кінь, зброя). Пізньоримська коммендація (commendatio = віддання під захист), у якій людина як васал (від кельтського gewas = холоп) вступає на службу до пана, пов'язується з германською дружинною системою, що базується на відданості. Завдяки відданості холопська служба перетворюється на почесну службу. Обопільні відносини між ленником та ленним паном і обов'язок покірності васалів (hominium = ленні відносини; fidelitas = клятва відданості) визначають особистий бік ленних стосунків, до яких додається дещо майнове: лен — земля, яка надається паном у користування (бенефіцій, феод), що стає передумовою для служби. Служба і відданість становлять правову основу для лену, за який отримувач бере на себе особисті зобов'язання. Оскільки васальність і бенефіцій є задуманими як особисті, спершу лен втрачає силу в разі смерті пана або ленника, однак невдовзі лен стає спадковим. У капітулярії Керсі 877 року зазначається, що при наявності придатного спадкоємця лен батька надається знову. Однак ленні відносини не обмежуються лише верствою кінних воїнів (лицарів). Також і верхівка (potentes) отримує свої посади (герцогства, графства) і до своїх аллодіальних (аллод = вільна власність) отримує інші володіння в лен, щоб посилити особистий зв'язок між королем і власником посади через відданість (політичне підпорядкування).
Лени і посадові лени стають спершу фактично, а потім юридично спадковими. Наслідком є послаблення зв'язку з власником. Лени, якими розпоряджається знать (купівля, продаж, розподіл), є першими проявами упорядкування територій.

## Місто
Воно втрачає в порівнянні з античними часами не лише своє провідне політичне становище, а й свою роль господарського центру і є лише поселення. Воно поки що є резиденцією єпископів і центром діоцезій, а на півдні — також і резиденцією графів, підвідомча територія котрих — північні місцевості країни. Королівські резиденції Меровінгів ще містяться в містах, пфальци Каролінгів розміщуються в сільській місцевості.

## Культура

### Каролінгське Відродження
Придворні вчені Карла Великого, закликані з Англії, Ірландії, Іспанії, Ломбардії й Італії, утворюють духовний центр для здійснення культурно-політичних завдань: Алкуїн (близько 730—804 роки), закликаний з Йорка у 781 році як керівник вищої школи, із 796 року є абатом Сен-Дені. Поряд з ним творять Павло Диякон (близько 720—795 роки), історик лангобардів; Петро Пізанський, Павліній Аквілейський та Теодульф, єпископ Орлеанський. Серед франкських мирян — Ейнгард (близько 770—840 роки), біограф Карла Великого («Vita Caroli»). Палацова школа (Scola Palatina) стає взірцем для соборних та монастирських шкіл, котрі виникають по всій імперії. Завдяки розпорядженню Карла колишнє аскетичне, затворницьке і вороже настроєне проти освіти чернецтво створює навчальні заклади, культивує науку і стає носієм класично-античної і християнсько-античної літературної традиції. Освіта поширюється через Artes liberales = вільне мистецтво (навчання, гідне вільної людини, на відміну від Artes mechanicae = ремісниче мистецтво): граматика, риторика, діалектика (Trivium); арифметика, геометрія, астрономія, музика (Quadrivium).
Каролінзьке мистецтво виникає під візантійським впливом (полеміка з орієнталізованою пізньою античністю): капела пфальца (намісник, управитель) в Аахенському соборі (центральна будівля) з послідовним членуванням вестибюля, з підвищеною центральною частиною з двома вежами по краях. Римська базиліка стає взірцем для монастирських і єпископських церков, однак розвивається далі за допомогою мотиву веж і розробки західного бокового вівтаря («для захисту від демонів»). Поряд з книжковим живописом і малою скульптурою (рельєф зі слонової кістки) збереглися лише незначні залишки палацових будівель і настінного живопису. Монумантальної скульптури немає.